# Coupe de Serbie de football 2016-2017
Navigation
Coupe de Serbie 2015-2016 Coupe de Serbie 2017-2018
La Coupe de Serbie 2016-2017 est la 11e édition de la coupe nationale serbe. Elle prend place entre le 7 septembre 2016 et le 27 mai 2017, date de la finale disputée au stade du Partizan de Belgrade.
La compétition est remportée par le Partizan Belgrade, qui gagne son deuxième titre d'affilée, le cinquième en tout, face à l'Étoile rouge de Belgrade.

## Format
Un total de 35 équipes prennent part à la compétition. Cela inclut l'intégralité des seize clubs de la première division serbe lors de la saison 2015-2016, ainsi que quatorze des seize équipes du deuxième échelon. Ayant fait faillite durant l'été 2016, le Donji Srem et le Sloga Petrovac na Mlavi ne peuvent prendre part à la compétition. Les cinq derniers clubs participants sont quant à eux les différents vainqueurs des coupes régionales de la saison 2015-2016, c'est-à-dire le Žarkovo Belgrade (Belgrade), le Radan Lebane (Est), le FK Trepča (Kosovo-Métochie), le Polet Ljubić (Ouest) et le Mladost Bački Jarak (Voïvodine).
La grande majorité des confrontations se jouent en un seul match à élimination directe. Les demi-finales sont la seule exception et sont quant à elles disputées en deux manches. À l'exception de la finale, aucune prolongation n'est par ailleurs disputée en cas d'égalité à l'issue du temps règlementaire, la rencontre étant alors directement décidée par une séance de tirs au but.
Le vainqueur de la coupe se qualifie pour le premier tour de qualification de la Ligue Europa 2017-2018. Si celui-ci est déjà qualifié pour une compétition européenne par un autre biais, cette place qualificative est reversée au championnat de première division.

## Tour préliminaire
Un tour préliminaire est disputé afin de réduire le nombre de participants à 32 dans la perspective des seizièmes de finale. Cette phase marque le début de la compétition et concerne théoriquement les cinq derniers de la deuxième division 2015-2016 ainsi que les cinq vainqueurs des coupes régionales pour un total de 10 équipes et cinq confrontations. En raison des retraits du Donji Srem et du Sloga Petrovac na Mlavi, le Radan Lebane et le Mladost Bački Jarak sont finalement exemptés et passent directement au tour suivant.
| Date             | Locaux                | Score             | Visiteurs          |
| ---------------- | --------------------- | ----------------- | ------------------ |
| 7 septembre 2016 | Žarkovo Belgrade (D3) | 0 - 0 (4 - 3 tab) | (D3) FK Loznica    |
| 7 septembre 2016 | Polet Ljubić (D3)     | 2 - 0             | (D3) Radnički 1923 |
| 7 septembre 2016 | FK Trepča (D4)        | 0 - 3             | (D2) Sloboda Užice |

## Seizièmes de finale
| Date              | Locaux                   | Score             | Visiteurs                     |
| ----------------- | ------------------------ | ----------------- | ----------------------------- |
| 20 septembre 2016 | OFK Bačka (D1)           | 0 - 3             | (D1) Spartak Subotica         |
| 20 septembre 2016 | Rad Belgrade (D1)        | 1 - 0             | (D2) Dinamo Vranje            |
| 21 septembre 2016 | Radan Lebane (D3)        | 0 - 5             | (D1) FK Čukarički             |
| 21 septembre 2016 | FK Inđija (D2)           | 0 - 1             | (D1) Voždovac Belgrade        |
| 21 septembre 2016 | FK Kolubara (D2)         | 0 - 4             | (D1) Mladost Lučani           |
| 21 septembre 2016 | Mladost Bački Jarak (D4) | 1 - 4             | (D1) FK Novi Pazar            |
| 21 septembre 2016 | OFK Žarkovo (D3)         | 2 - 2 (5 - 4 tab) | (D1) Metalac Gornji Milanovac |
| 21 septembre 2016 | Sinđelić Belgrade (D2)   | 1 - 5             | (D2) FK Jagodina              |
| 21 septembre 2016 | Polet Ljubić (D3)        | 0 - 1             | (D1) Radnik Surdulica         |
| 21 septembre 2016 | FK Zemun (D2)            | 0 - 0 (4 - 5 tab) | (D1) Borac Čačak              |
| 21 septembre 2016 | Proleter Novi Sad (D2)   | 0 - 1             | (D1) Javor Ivanjica           |
| 21 septembre 2016 | BSK Borča (D2)           | 1 - 0             | (D1) Radnički Niš             |
| 21 septembre 2016 | ČSK Pivara Čelarevo (D2) | 0 - 3             | (D1) Étoile rouge de Belgrade |
| 21 septembre 2016 | Partizan Belgrade (D1)   | 3 - 1             | (D1) Napredak Kruševac        |
| 21 septembre 2016 | Sloboda Užice (D2)       | 6 - 1             | (D2) OFK Belgrade             |
| 21 septembre 2016 | Vojvodina Novi Sad (D1)  | 4 - 0             | (D2) Bežanija Novi Belgrade   |

## Huitièmes de finale
| Date            | Locaux                        | Score             | Visiteurs               |
| --------------- | ----------------------------- | ----------------- | ----------------------- |
| 25 octobre 2016 | OFK Žarkovo (D3)              | 0 - 2             | (D1) Partizan Belgrade  |
| 26 octobre 2016 | FK Jagodina (D2)              | 1 - 1 (4 - 5 tab) | (D1) Borac Čačak        |
| 26 octobre 2016 | Voždovac Belgrade (D1)        | 1 - 0             | (D1) Spartak Subotica   |
| 26 octobre 2016 | FK Čukarički (D1)             | 1 - 0             | (D1) Javor Ivanjica     |
| 26 octobre 2016 | Étoile rouge de Belgrade (D1) | 3 - 0             | (D2) BSK Borča          |
| 26 octobre 2016 | Mladost Lučani (D1)           | 1 - 1 (5 - 3 tab) | (D1) Rad Belgrade       |
| 26 octobre 2016 | FK Novi Pazar (D1)            | 0 - 0 (2 - 3 tab) | (D1) Vojvodina Novi Sad |
| 26 octobre 2016 | Radnik Surdulica (D1)         | 1 - 2             | (D2) Sloboda Užice      |

## Quarts de finale
| Date         | Locaux                        | Score | Visiteurs              |
| ------------ | ----------------------------- | ----- | ---------------------- |
| 5 avril 2017 | Voždovac Belgrade (D1)        | 1 - 2 | (D1) Partizan Belgrade |
| 5 avril 2017 | Vojvodina Novi Sad (D1)       | 5 - 2 | (D1) Borac Čačak       |
| 5 avril 2017 | Sloboda Užice (D2)            | 0 - 3 | (D1) FK Čukarički      |
| 5 avril 2017 | Étoile rouge de Belgrade (D1) | 4 - 2 | (D1) Mladost Lučani    |

## Demi-finales
Les matchs allers sont joués le 26 avril 2017 tandis que les matchs retour sont disputés les 9 et 10 mai 2017.
| Équipe 1                | Score | Équipe 2                      | Aller | Retour |
| ----------------------- | ----- | ----------------------------- | ----- | ------ |
| FK Čukarički (D1)       | 3 - 5 | (D1) Étoile rouge de Belgrade | 1 - 4 | 2 - 1  |
| Vojvodina Novi Sad (D1) | 0 - 1 | (D1) Partizan Belgrade        | 0 - 0 | 0 - 1  |

## Finale
| ·             |    |                           |     |
| Titulaires :  |    |                           |     |
|               |    |                           |     |
| G             | 85 | 0 Nemanja Stevanović (en) |     |
| DG            | 13 | 0 Mohamed El Monir        |     |
| DC            | 31 | 0 Nikola Milenković       |     |
| DC            | 23 | 0 Bojan Ostojić (en)      |     |
| DD            | 4  | 0 Miroslav Vulićević      |     |
| MdC           | 27 | 0 Nebojša Kosović         |     |
| MdC           | 21 | 0 Marko Jevtović (en)     |     |
| AiG           | 7  | 0 Nemanja Mihajlović      | 65e |
| AiD           | 95 | 0 Marko Janković          | 88e |
| AS            | 42 | 0 Leonardo                | 84e |
| AC            | 32 | 0 Uroš Đurđević           |     |
|               |    |                           |     |
| Remplaçants : |    |                           |     |
| MO            | 11 | 0 Petar Đuričković (en)   | 65e |
| DG            | 29 | 0 Milan Radin (en)        | 84e |
| MC            | 22 | 0 Saša Ilić               | 88e |
|               |    |                           |     |
| Entraîneur :  |    |                           |     |
| Marko Nikolić |    |                           |     |

| ·              |    |                        |     |
| Titulaires :   |    |                        |     |
|                |    |                        |     |
| G              | 1  | 0 Damir Kahriman       |     |
| DG             | 33 | 0 Dušan Anđelković     |     |
| DC             | 3  | 0 Aleksandar Luković   |     |
| DC             | 4  | 0 Damien Le Tallec     |     |
| DD             | 2  | 0 Marko Petković       |     |
| MdC            | 20 | 0 Mitchell Donald      |     |
| MdC            | 73 | 0 Mihailo Ristić       | 85e |
| MO             | 8  | 0 Guélor Kanga         |     |
| AiG            | 55 | 0 Slavoljub Srnić (en) | 69e |
| AiD            | 17 | 0 Srđan Plavšić        | 60e |
| AC             | 14 | 0 Richmond Boakye      |     |
|                |    |                        |     |
| Remplaçants :  |    |                        |     |
| AiD            | 16 | 0 Nemanja Milić (en)   | 60e |
| AC             | 69 | 0 Srđan Vujaklija (en) | 69e |
| MC             | 10 | 0 Nenad Milijaš        | 85e |
|                |    |                        |     |
| Entraîneur :   |    |                        |     |
| Boško Đurovski |    |                        |     |

| ·             |    |                           |     |
| Titulaires :  |    |                           |     |
|               |    |                           |     |
| G             | 85 | 0 Nemanja Stevanović (en) |     |
| DG            | 13 | 0 Mohamed El Monir        |     |
| DC            | 31 | 0 Nikola Milenković       |     |
| DC            | 23 | 0 Bojan Ostojić (en)      |     |
| DD            | 4  | 0 Miroslav Vulićević      |     |
| MdC           | 27 | 0 Nebojša Kosović         |     |
| MdC           | 21 | 0 Marko Jevtović (en)     |     |
| AiG           | 7  | 0 Nemanja Mihajlović      | 65e |
| AiD           | 95 | 0 Marko Janković          | 88e |
| AS            | 42 | 0 Leonardo                | 84e |
| AC            | 32 | 0 Uroš Đurđević           |     |
|               |    |                           |     |
| Remplaçants : |    |                           |     |
| MO            | 11 | 0 Petar Đuričković (en)   | 65e |
| DG            | 29 | 0 Milan Radin (en)        | 84e |
| MC            | 22 | 0 Saša Ilić               | 88e |
|               |    |                           |     |
| Entraîneur :  |    |                           |     |
| Marko Nikolić |    |                           |     |

| ·              |    |                        |     |
| Titulaires :   |    |                        |     |
|                |    |                        |     |
| G              | 1  | 0 Damir Kahriman       |     |
| DG             | 33 | 0 Dušan Anđelković     |     |
| DC             | 3  | 0 Aleksandar Luković   |     |
| DC             | 4  | 0 Damien Le Tallec     |     |
| DD             | 2  | 0 Marko Petković       |     |
| MdC            | 20 | 0 Mitchell Donald      |     |
| MdC            | 73 | 0 Mihailo Ristić       | 85e |
| MO             | 8  | 0 Guélor Kanga         |     |
| AiG            | 55 | 0 Slavoljub Srnić (en) | 69e |
| AiD            | 17 | 0 Srđan Plavšić        | 60e |
| AC             | 14 | 0 Richmond Boakye      |     |
|                |    |                        |     |
| Remplaçants :  |    |                        |     |
| AiD            | 16 | 0 Nemanja Milić (en)   | 60e |
| AC             | 69 | 0 Srđan Vujaklija (en) | 69e |
| MC             | 10 | 0 Nenad Milijaš        | 85e |
|                |    |                        |     |
| Entraîneur :   |    |                        |     |
| Boško Đurovski |    |                        |     |